# Michel Gueu
Michel Gondi Gueu est un général de corps d’armée (2S) et un homme politique ivoirien, né le 10 août 1951 à Bingerville.

## Biographie

### Famille
Michel Gueu est originaire de l’extrême ouest de la Côte d’Ivoire et issu du peuple Dan Yacouba,. Il est marié et père de 7 enfants.

### Début de carrière
Michel Gueu termine sa formation d’élève officier d’active à l’École des forces armées de Bouaké en 1977 (promotion Persévérance) et effectue ensuite un stage de chef de peloton à l’École d’application de l’arme blindée et cavalerie de Saumur.
En 1995, le lieutenant-colonel Gueu est commandant du 1er Bataillon d’Infanterie d’Akouédo, après avoir assumé pendant quatre ans la fonction de commandant en second de 1991 à 1995. Il est nommé commandant de la Garde Républicaine (GR) de décembre 1999 à octobre 2000.

### Durant lacrise politico-militaire de 2002-2007
Le 19 septembre 2002, lorsqu’éclate l’insurrection armée du MPCI (Mouvement Patriotique de Côte d’Ivoire), le lieutenant-colonel Gueu est commandant en second de la 3e région militaire de Bouaké. À la tête de quelques hommes, le lieutenant-colonel Gueu organise une résistance à partir de l’ENSOA (École Nationale des Sous-Officiers d’Active) de Bouaké pendant quatre jours, du vendredi 20 au mercredi 25 septembre.
À la suite d’un conseil des ministres extraordinaire qui s’est tenu au palais présidentiel à Abidjan entre le 22 et le 23 septembre 2002, la région de Bouaké est déclarée « zone de guerre » ; le lieutenant-colonel Gueu est nommé « commandant des opérations ».
Sous la pression des assaillants supérieurs en armement, le lieutenant-colonel Gueu et ses hommes, équipés seulement d’armes légères, sont contraints d’abandonner leur position[réf. nécessaire]. Le lieutenant-colonel Gueu est arrêté le mercredi 25 septembre et est fait prisonnier par le MPCI.
Il est en 2002, selon Vincent Hugeux de L'express « le premier officier supérieur à rallier les insurgés nordistes ».
Le 27 octobre 2002, le colonel Gueu est contraint d’accompagner les acteurs du MPCI à Lomé (Togo) pour des négociations de paix avec le camp gouvernemental. Ce jour marque son premier contact avec Guillaume Soro.
Négociateur, il est l’un des signataires des accords de Linas-Marcoussis du 26 janvier 2003 mettant un terme aux hostilités. À la suite de ces accords, Michel Gueu est désigné, en mars 2003, Ministre des Sports et Loisirs du Gouvernement de Réconciliation Nationale nouvellement formé,.
À la suite de la tentative d’assassinat de Guillaume Soro, alors Ministre de la Communication, par des Jeunes Patriotes le 27 juin 2003, le Ministre Michel Gueu joue l’apaisement en déclarant qu’ « il n’est pas question de reprendre les armes ».
Lorsque la guerre reprend malgré tout en 2004, Michel Gueu retrouve sa fonction de commandant des opérations de Guillaume Soro. Après l’accord de Ouagadougou du 4 mars 2007 qui met un terme au conflit et consacrent son grade de général de brigade, Michel Gueu suit en qualité de chef de cabinet militaire Guillaume Soro devenu Premier ministre du gouvernement de transition. Cette fonction fait de lui l’un des artisans de la mise en place de l’armée unifiée prévue par ces accords.

### Crise post-électorale de 2010-2011et début de la présidence d’Alassane Ouattara
Lorsqu’un nouveau conflit armé éclate à la suite de l’élection présidentielle controversée de 2010, le général Gueu, commandant des opérations militaires des forces fidèles au Président Alassane Ouattara, est l’un des artisans de l’offensive éclaire des FRCI lancée contre Laurent Gbagbo en mars 2011,. 
En avril 2011, il participe au parachèvement de la sécurisation de la métropole abidjanaise.
Dès le mois de mai 2011, son profil est fortement pressenti et en juillet 2011, le général Gueu est nommé chef d’État-major particulier du Président de la République de Côte d’Ivoire.

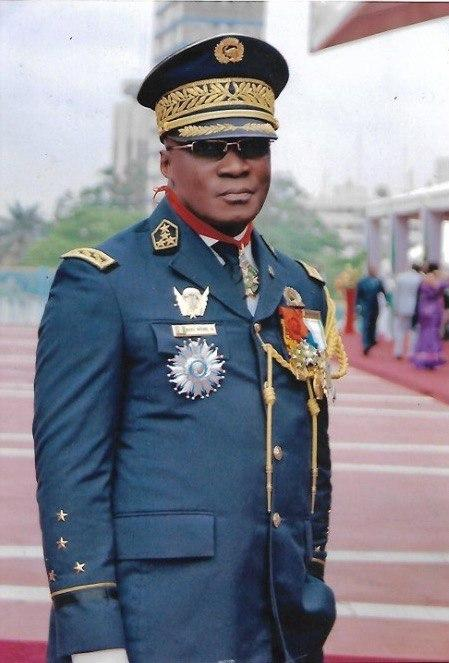
Michel Gueu, chef d’État-major particulier du Président de la République, en uniforme de cérémonie de général de corps d’armée, le 7 août 2013 sur l’esplanade du palais présidentiel.

Il est nommé général de division le 7 juillet 2011.

### Après son départ de l’armée
En 2013, alors qu’il fait valoir ses droits à la retraite après trente-neuf ans dans l’armée, le général Gueu est sollicité par le président Ouattara pour prendre la tête de l’opérateur historique Côte d’Ivoire Telecom. Il est élu président du conseil d’administration de cette société le 7 novembre 2013 et reste en poste jusqu’en décembre 2016,. 
Engagé dans la sensibilisation à la paix en Côte d’Ivoire, Michel Gueu déclare en mars 2019 en marge d’une prise de commandement à Bouaké : « Aux politiques, je leur demande de se parler, de s’entendre, la Côte d’Ivoire c’est notre seule mère à tous »,.
Le général Gueu rejoint le PDCI et est nommé vice-président le 29 novembre 2019 par le président Henri Konan Bédié,,.
Dans une interview accordée au Nouveau Réveil le 7 janvier 2020, Michel Gueu lance un appel à l’apaisement au président Ouattara afin d’éviter une nouvelle crise en Côte d’Ivoire.
À l’approche des élections présidentielles d’octobre 2020, le général Gueu déclare qu’il se montre confiant quant à la victoire du PDCI.

### Engagement pour la paix
Michel Gueu s’investit dans la promotion de la paix et de la réconciliation en Côte d’Ivoire. Il a notamment reçu le Prix Panafricain ICS (2010-2011) des restaurateurs de la Démocratie, le prix N’Zassa 2011 en reconnaissance pour les actions fortes à la restauration de la paix et la solidarité en Côte d’Ivoire et le titre de dignitaire de la paix par le sport par la Fédération ivoirienne de football.

### Décorations
- Croix de la Valeur Militaire
- Commandeur de l’Ordre du Mérite de l’Éducation Nationale
- Grand Officier de l’Ordre National du Mérite (France)
- Grand Officier de l’Ordre du Mérite Sportif de l’OSMA (Organisation du Sport Militaire en Afrique)
- Commandeur de l’Ordre National
- Officier du Mérite Sportif
- Chevalier de l’Ordre du Mérite
- Médaille des Forces Armées
- Président du Jury du Prix d’excellence des Armées et de la Gendarmerie Nationale (2014, 2015, 2016)[27]

### Publications
Michel Gueu a contribué à l’ouvrage « Afriques, Panafrique – des racines à l’arbre » paru en 2018 aux éditions Fabert.